# Ciénaga
Ciénaga is een gemeente en stad in het Colombiaanse departement Magdalena. De gemeente telt 100.908 inwoners (2005). Ongeveer de helft van de inwoners woont in landelijk gebied.
De middelgrote plaats ligt tussen de Sierra Nevada de Santa Marta en de Caraïbische Zee.
- Library of Congress Control Number: n79070490
- Nationale Bibliotheek van Israël: 987007564348005171
- Virtual International Authority File: 136029475

Algarrobo · Aracataca · Ariguaní · Cerro San Antonio · Chibolo · Ciénaga · Concordia · El Banco · El Piñón · El Retén · Fundación · Guamal · Nueva Granada · Pedraza · Pijiño del Carmen · Pivijay · Plato · Puebloviejo · Remolino · Sabanas de San Ángel · Salamina · San Sebastián de Buenavista · Santa Ana · Santa Bárbara de Pinto · Santa Marta · San Zenón · Sitionuevo · Tenerife · Zapayán · Zona Bananera